# Sverrir Ingi Ingason
Sverrir Ingi Ingason, est un footballeur international islandais, né le 5 août 1993 à Kópavogur en Islande. Il évolue au poste de défenseur central au Panathinaïkós.

## En club

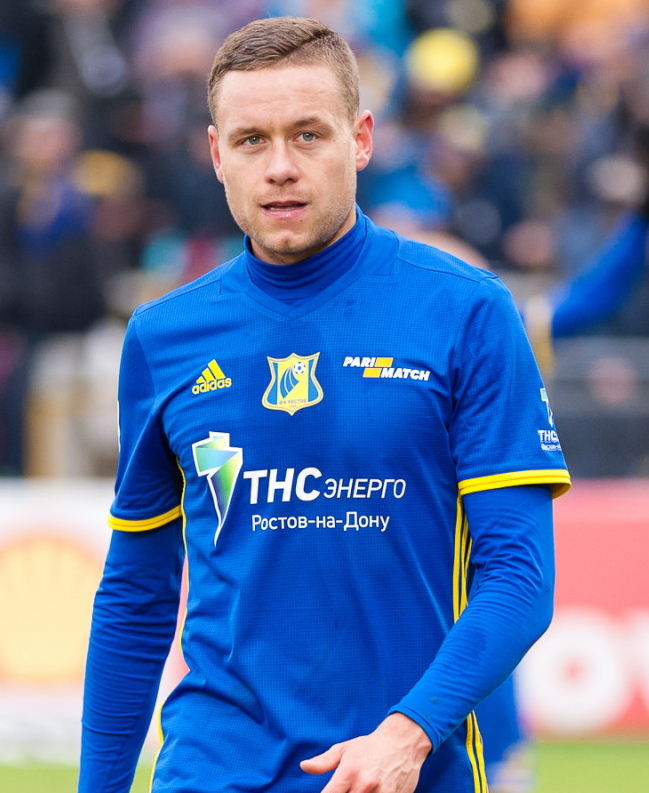
Ingason sous le maillot de Rostov en 2018.

Formé à Breiðablik, comme ses prestigieux aînés Alfred Finnbogason, Johann Berg Gudmundsson ou encore Gylfi Sigurdsson, Sverrir débute en équipe première en 2012.
Il fait quelques apparitions sur le banc lors de la saison du titre en 2010, ainsi qu'en 2011. Cette même année, il fait l'objet d'un court prêt au petit club d'Augnablik Kópavogur (affilié à Breidablik), en 3.deild karla, la quatrième division islandaise. Le club termine en tête de sa poule, mais est éliminé lors des playoffs d'accession à la 2.deild karla.
Sverrir joue quatre matchs avant de rapidement revenir dans son club d'origine, avec qui il est titulaire en défense centrale pour les saisons 2012 et 2013. Durant l'été, il prend part à ses premières rencontre de coupe d'Europe, participant aux trois premiers tours de qualification à la Ligue Europa 2013-2014 avec Breiðablik.
Le Viking Stavanger le recrute en janvier 2014 pour 1 million d'euros, et Sverrir dispute donc ses premiers matchs en Tippeligaen. Il ne manquera qu'un seul match de championnat lors de cette saison 2014, le Viking terminant 10e. 
Auteur d'une saison remarquable en Norvège, il est recruté par le KSC Lokeren en janvier 2015, au grand dam de son entraîneur Kjell Jonevret. Sverrir vient notamment remplacer Alexander Scholz, parti au Standard de Liège. Le prix du transfert avoisinerait les 6 millions de couronnes norvégiennes,.
Lors du mercato d'hiver 2016-2017, il est transféré au Grenade FC avant de rejoindre dès l'été suivant le club russe du FK Rostov. Après une année et demie en Russie, il part en Grèce en direction du PAOK Salonique.

## En sélection
Il est capitaine de la sélection Espoirs islandaise qui parvient à se qualifier pour les barrages de l'Euro Espoir 2015. En dépit de deux matchs nuls face aux espoirs danois (0-0 au Danemark puis 1-1 au Laugardalsvöllur), l'Islande est éliminée à ce stade de la compétition.
Lars Lagerbäck le convoque même début 2014 pour un match de l'Islande face à la Suède. Ingason entre en seconde mi-temps, mais ne peut empêcher son équipe de perdre 2-0. Ingason  est par la suite sélectionné par l'entraîneur Lars Lagerback pour faire partie des 23 joueurs participant à l'Euro 2016. Lors du tournoi en France, il participe à la compétition avec son équipe nationale, l'aventure s'arrête en quart de finale lorsque l'Islande perd contre l'équipe de France (2-5). Il fait partie de la liste des 23 joueurs islandais sélectionnés pour disputer la Coupe du monde de 2018 en Russie.

## Statistiques
| Saison                | Club                  | Championnat           | Championnat | Championnat | Coupe(s) nationale(s) | Coupe(s) nationale(s) | Compétition(s) continentale(s) | Compétition(s) continentale(s) | Compétition(s) continentale(s) | Islande | Islande | Total | Total |
| Saison                | Club                  | Division              | M.          | B.          | M.                    | B.                    | Comp.                          | M.                             | B.                             | M.      | B.      | M.    | B.    |
| 2012                  | Breiðablik Kopavogur  | Úrvalsdeild           | 21          | 2           | 2                     | 1                     | -                              | -                              | -                              | -       | -       | 23    | 3     |
| 2013                  | Breiðablik Kopavogur  | Úrvalsdeild           | 21          | 0           | 4                     | 1                     | C2                             | 6                              | 0                              | -       | -       | 31    | 1     |
| Sous-total            | Sous-total            | Sous-total            | 42          | 2           | 6                     | 2                     | -                              | 6                              | 0                              | -       | -       | 54    | 4     |
| 2014                  | Viking Stavanger      | Tippeligaen           | 29          | 3           | 3                     | 0                     | -                              | -                              | -                              | 1       | 0       | 33    | 3     |
| Sous-total            | Sous-total            | Sous-total            | 29          | 3           | 3                     | 0                     | -                              | -                              | -                              | 1       | 0       | 33    | 3     |
| 2015                  | KSC Lokeren           | Pro League            | 11          | 0           | 0                     | 0                     | -                              | -                              | -                              | 1       | 0       | 12    | 0     |
| Sous-total            | Sous-total            | Sous-total            | 11          | 0           | 0                     | 0                     | -                              | -                              | -                              | 1       | 0       | 12    | 0     |
| Total sur la carrière | Total sur la carrière | Total sur la carrière | 82          | 5           | 9                     | 2                     | -                              | 6                              | 0                              | 2       | 0       | 99    | 7     |

## Palmarès
- Breiðablik
  - Vainqueur de la Coupe de la Ligue en 2013